# シャーメル・サリバン・ハフマン
シャーメル・サリバン・ハフマン（Sharmell Sullivan-Huffman、1974年11月2日 - ）は、アメリカ合衆国のプロレス・マネージャー。インディアナ州ゲイリー出身のアフリカ系アメリカ人。
プロレスラーではないが、時折リング上で試合を行うこともあった。夫は黒人プロレスラーのブッカー・T。

## 来歴
アメリカのスペルマン・カレッジを卒業後、1991年にミス・ブラックアメリカとなった。
1999年にWCWナイトロ・ガールズに "Nitro Girl Storm" の名義で加入。その後、当時WCWに所属していたレスラー、ジ・アーティスト（プリンス・イヤウケア）のマネージャーに転じ、名前もペイズリー（Paisley）に改めた。また、タミー・リン・シッチと抗争を行い、数試合をこなした。
WCW崩壊後は、バックステージのインタビュアーになったが、このことに傷ついたシャーメルは、TV出演から降板し、以後TVから遠ざかることになる。

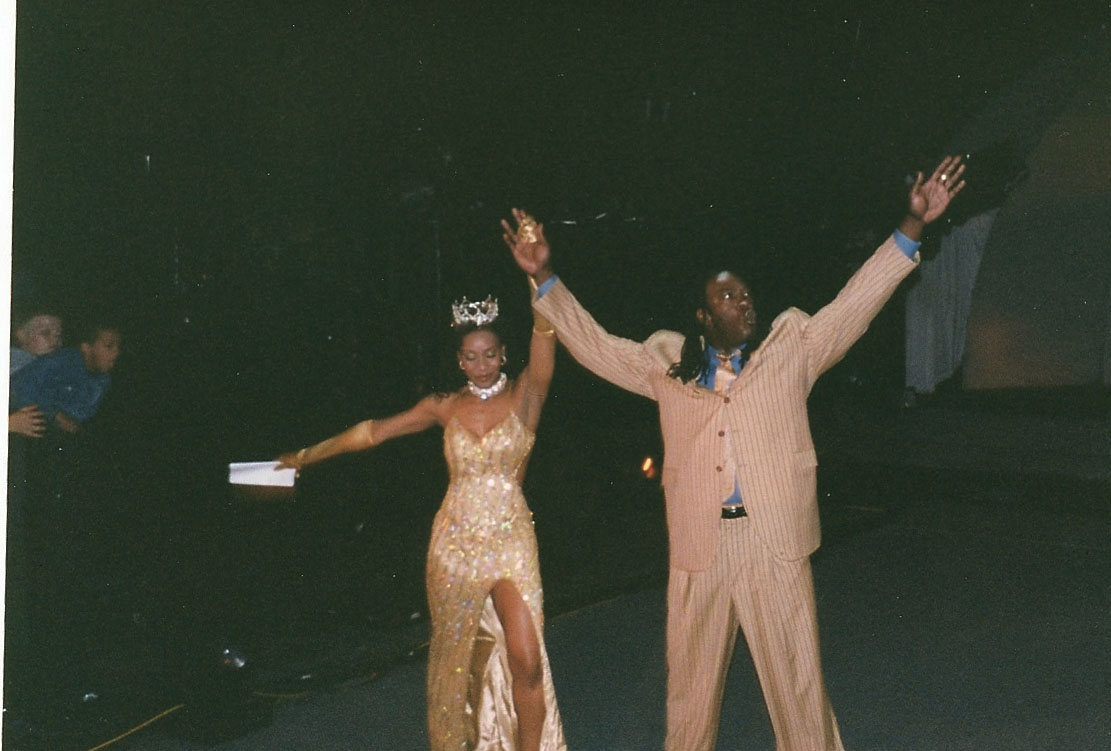
クイーン・シャーメル時代

2005年3月、ブッカー・Tと結婚。これをきっかけに、DIVAとして同年4月からWWEへの出演を開始した。復帰の際のリングネームはシャーメル（Sharmell）（J SPORTSの字幕においては「シャメール」と表記されていた）。復帰に際して、カート・アングルとの抗争アングルが用意され、カート・アングルが夫婦仲を悪化させるように仕向けるストーリーが、PPVのジャッジメント・デイまで続いた。
2007年のWWE離脱後は夫ブッカー・Tと共に、2009年までTNAに在籍していた。
2022年3月14日、WWEからWWE殿堂への殿堂入りが発表された。

## 得意技
- スクープ・スラム